# Ayrton Costa
Ayrton Enrique Costa (Quilmes, Argentina, 12 de julio de 1999) es un futbolista argentino que juega como defensor en el C. A. Boca Juniors de la Primera División de Argentina.

## Trayectoria

### Independiente
En 2015, a sus 15 años de edad, Costa llegó a Independiente. Cinco años después, el central hizo el gran avance en el fútbol del primer equipo con el entrenador Lucas Pusineri. Inicialmente entrenó con el club en pretemporada, destacando en una victoria amistosa sobre Gimnasia y Esgrima.
Su debut profesional se produjo el 6 de diciembre de 2020 en una victoria de la Copa de la Liga Profesional sobre Defensa y Justicia, donde jugó 88 minutos antes de ser reemplazado por Patricio Ostachuk. Firmó contrato con Independiente en diciembre de 2020, que lo vincularía al club hasta la temporada 2022.
En 2022 llegó a préstamo a Platense donde pudo afianzarse al equipo titular. Luego del préstamo en Platense, volvió a Independiente, donde renovó su contrato hasta diciembre de 2025.

### Royal Antwerp
El martes 21 de mayo de 2024, El Rojo acordó la venta al Royal Antwerp Football Club a cambio de U$S 2.500.000 por el 100% de su ficha (el acuerdo incluye diferentes bonos posibles de cumplir, como son U$S 150 mil por ingresar a Champions League, U$S 100 mil a la Europa League o U$S 50 mil por entrar a la Conference League). Además, Independiente se quedó con un 10% de plusvalía sobre el total del pago.

### Boca Juniors
El 16 de enero de 2025, fue fichado como jugador de Boca Juniors luego de que el club pagara U$S 3.500.000 por el 100% de su ficha. Fue presentado por Juan Román Riquelme y debutó en la victoria de Boca frente a Argentino de Monte Maíz por 5-0 en el marco de la Copa Argentina. En junio, con la llegada de Miguel Ángel Russo, Costa se afianzó como central titular del equipo, esto se vio reflejado en sus participaciones en los encuentros frente a SL Benfica y Bayern de Múnich en la Copa Mundial de Clubes de la FIFA.

## Estadísticas
| Club                          | Div.          | Temporada     | Liga  | Liga  | Liga   | Copas nacionales | Copas nacionales | Copas nacionales | Torneos internacionales | Torneos internacionales | Torneos internacionales | Total | Total | Total  |
| Club                          | Div.          | Temporada     | Part. | Goles | Asist. | Part.            | Goles            | Asist.           | Part.                   | Goles                   | Asist.                  | Part. | Goles | Asist. |
| ----------------------------- | ------------- | ------------- | ----- | ----- | ------ | ---------------- | ---------------- | ---------------- | ----------------------- | ----------------------- | ----------------------- | ----- | ----- | ------ |
| C. A. Independiente Argentina | 1.ª           | 2020          | 1     | 0     | 0      | 1                | 0                | 0                | —                       | —                       | —                       | 2     | 0     | 0      |
| C. A. Independiente Argentina | 1.ª           | 2021          | 6     | 1     | 0      | 7                | 0                | 0                | 4                       | 0                       | 0                       | 17    | 1     | 0      |
| C. A. Independiente Argentina | 1.ª           | 2022          | —     | —     | —      | 1                | 0                | 0                | 1                       | 0                       | 0                       | 2     | 0     | 0      |
| C. A. Independiente Argentina | 1.ª           | 2023          | 24    | 1     | 1      | 6                | 0                | 1                | —                       | —                       | —                       | 30    | 1     | 2      |
| C. A. Independiente Argentina | 1.ª           | 2024          | —     | —     | —      | 11               | 1                | 0                | —                       | —                       | —                       | 11    | 1     | 0      |
| C. A. Independiente Argentina | Total club    | Total club    | 31    | 2     | 1      | 26               | 1                | 1                | 5                       | 0                       | 0                       | 62    | 3     | 2      |
| C. A. Platense Argentina      | 1.ª           | 2022          | 18    | 2     | 0      | —                | —                | —                | —                       | —                       | —                       | 18    | 2     | 0      |
| C. A. Platense Argentina      | Total club    | Total club    | 18    | 2     | 0      | 0                | 0                | 0                | 0                       | 0                       | 0                       | 18    | 2     | 0      |
| Royal Antwerp F. C. · Bélgica | 1.ª           | 2024-25       | 15    | 0     | 0      | 1                | 0                | 0                | —                       | —                       | —                       | 16    | 0     | 0      |
| Royal Antwerp F. C. · Bélgica | Total club    | Total club    | 15    | 0     | 0      | 1                | 0                | 0                | 0                       | 0                       | 0                       | 16    | 0     | 0      |
| C. A. Boca Juniors Argentina  | 1.ª           | 2025          | 10    | 0     | 0      | 1                | 0                | 0                | 2                       | 0                       | 1                       | 13    | 0     | 1      |
| C. A. Boca Juniors Argentina  | Total club    | Total club    | 10    | 0     | 0      | 1                | 0                | 0                | 2                       | 0                       | 1                       | 13    | 0     | 1      |
| Total carrera                 | Total carrera | Total carrera | 74    | 4     | 1      | 28               | 1                | 1                | 7                       | 0                       | 1                       | 109   | 5     | 3      |
| 1. 2. 3.                      |               |               |       |       |        |                  |                  |                  |                         |                         |                         |       |       |        |